# ヴェールター (ヴェストファーレン)
ヴェールター (ヴェストファーレン) (ドイツ語: Werther (Westfahlen), 公式表記は Werther (Westf.)、ドイツ語発音: [ˈveː̯ɐtɐ] ( 音声ファイル)) は、ドイツ連邦共和国ノルトライン＝ヴェストファーレン州デトモルト行政管区のギュータースロー郡に属す町村（以下、本項では便宜上「町」と記述する）である。この街はトイトブルクの森の北斜面にあるラーヴェンスベルク丘陵地に位置している。表現主義の芸術家ペーター・アウグスト・ベックシュティーゲル（1889年 - 1951年）が生まれ育った街であることから「ベックシュティーゲルシュタット」とも呼ばれる。

## 地理

### 位置
ヴェールターはトイトブルクの北斜面に位置する。トイトブルクの森の尾根は、ヴェーザー＝エムス分水界の一部をなしている。
人口約 11,200人のこの小さな街は、大学都市ビーレフェルトから約 10 km の距離にあり、ギュータースロー郡では唯一ラーヴェンスベルク盆地に属す。北と東の市境（その一部はヴァルメナウ川が構成している）は同時に郡境であり、北の一部はさらにニーダーザクセン州との州境でもある。市域は高低差が大きく、最低地点はローテンハーゲン地区の北側でグレンツグラーベン川がヴァルメナウ川に合流するニーダーザクセンとの州境にあたる地点で海抜 92 m である。これに対して、海抜 316 m のヘンゲベルクがこの街の最高地点である。
ヴァルメナウ川とシュヴァルツバッハ川は本市の市内で湧出する。

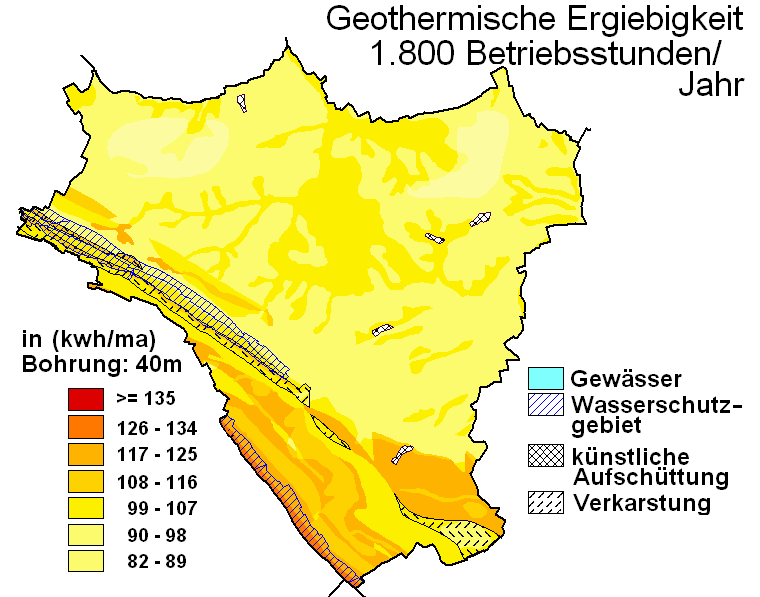
ヴェールター (ヴェストファーレン) の地熱分布図

### 地質学
ほぼ完全にトイトブルクの森の尾根の北側に位置するヴェールターの市域は、ラーヴェンスベルク丘陵地に属し、主に中生代（三畳紀、ジュラ紀、白亜紀）の粘土質の泥灰岩、石灰岩、砂岩で構成されている。厚さ 2 km にも及ぶ堆積物は地質学的な時間の推移とともに隆起し、造山活動によって鞍部、盆地、地塁、地溝が形成されていった。こうした地塊山地は、かつては分断されない連続した岩層であったが、現在では攪乱され、一部では反転した地層も見られる。さらに深い地層には古生代の岩石が存在している。
尾根には、白亜紀前期の砂岩から生じた栄養分に乏しく、酸性で石の多い土壌（ポドゾル）がある。北東に位置する、中生代ムシェルカルク統（三畳紀中期）に形成されたクッペ（山頂が丸い山）は泥土質の、塩基が豊富な粘土-ローム質の土壌（レンジナ）である。ラーヴェンスベルク丘陵は、氷期の飛散岩粉（黄土）が覆っており、肥沃な土壌（疑似褐色土）が形成されている。一部では透過性の層への地下水の浸透が妨げられている。こうした水分を含んだ黄土質の土壌（スタグノゾル）は農耕に利用するために排水処理がなされている。元々はV字あるいは盆地型であった谷は、牧草地としての効率を上げるために19世紀から20世紀に箱形の谷に造成され現在では所々に見られるだけとなっている。こうした場所は表層にまで水が満ちた地下水の豊富な土壌（グレイゾル）が支配的である。
ヴェールターの市域は、地熱ゾンデによる地熱源やヒートポンプによる地熱採取については、「中程度」、斜面の地域では「良好」から「極めて良好」な状態にある（右図参照）。

ヴェールター (ヴェストファーレン) の土地利用図。ピンクが市街地、緑が森林、白が耕作地、青が水域、黄色が交通路である。

### 市域の広がりと土地利用
本市の面積は 35.32 km2 である。市域の多くは農業用地または森林で、合わせて約 82 % を占める。住宅地および交通用地は合わせて約 17 % である。南北の最大幅は約 7.8 km、東西のそれは約 8.3 km である。
| 土地用途別面積 | 農業用地 | 森林   | 宅地、空き地 産業用地 | 交通用地 | 水域  | スポーツ用地 および緑地 | その他 |
| -------------- | -------- | ------ | --------------------- | -------- | ----- | ----------------------- | ------ |
| 面積 (km2)     | 22.86    | 5.77   | 4.05                  | 1.80     | 0.25  | 0.61                    | 0.08   |
| 占有率         | 64.5 %   | 16.3 % | 11.4 %                | 5.1 %    | 0.7 % | 1,7 %                   | 0.3 %  |

### 隣接する市町村
ヴェールターは、東は郡独立市のビーレフェルト、南はハレ (ヴェストファーレン)、西はボルクホルツハウゼン（両市はともにギュータースロー郡に属す）、北西はニーダーザクセン州のメレ（オスナブリュック郡）、北はシュペンゲ（ヘルフォルト郡）と境を接する。

### 市の構成
ヴェールターは、ヴェールターの他、ヘーガー、イジングドルフ、ローテンハーゲン、ローティングドルフ、シュレッティングハウゼン、テーンハウゼンの各地区からなる。ヴェールター、ヘーガー、テーンハウゼンはそれぞれまとまった地区を形成している。ただし、本市の基本条例では地区や市区を定義してはいない。
ローテンハーゲン、ローティングドルフ、テーンハウゼンの間にランゲンハイデがある。この名称はこれら地区の総称ではなく、独立した地名である。この名称は、まずランゲンハイデ基礎課程学校やその向かいにある公民館の名称として用いられている。ここには村落や入植地は存在しないが、スポーツクラブの名称（TuS ランゲンハイデ 1949 e.V. および CVJM ランゲンハイデ）やランゲンハイデ消防隊などの名称として知られている。

### 気候
ヴェールターは中央ヨーロッパの温帯気候に属す。この街は亜大西洋性海洋気候に位置している。冬は大西洋の影響でおおむね温暖であり、夏はかなり暑い。年間平均気温は約 9 - 10 ℃である。
亜大西洋性気候に位置することから年間を通して湿潤で比較的均一な降水がある。ヴェールター測候所における年間降水量の長期平均値は 931 mm である。これは、トイトブルクの森を上昇する雨雲による降水のためドイツ全土の平均 (700 mm) よりもかなり大きな値であり、トイトブルクの森の南側でヴェールターと接する地域と比べてもかなり多い。
| ヴェールター（1961年 - 1990年）の気候 | ヴェールター（1961年 - 1990年）の気候 | ヴェールター（1961年 - 1990年）の気候 | ヴェールター（1961年 - 1990年）の気候 | ヴェールター（1961年 - 1990年）の気候 | ヴェールター（1961年 - 1990年）の気候 | ヴェールター（1961年 - 1990年）の気候 | ヴェールター（1961年 - 1990年）の気候 | ヴェールター（1961年 - 1990年）の気候 | ヴェールター（1961年 - 1990年）の気候 | ヴェールター（1961年 - 1990年）の気候 | ヴェールター（1961年 - 1990年）の気候 | ヴェールター（1961年 - 1990年）の気候 | ヴェールター（1961年 - 1990年）の気候 |
| 月                                    | 1月                                   | 2月                                   | 3月                                   | 4月                                   | 5月                                   | 6月                                   | 7月                                   | 8月                                   | 9月                                   | 10月                                  | 11月                                  | 12月                                  | 年                                    |
| ------------------------------------- | ------------------------------------- | ------------------------------------- | ------------------------------------- | ------------------------------------- | ------------------------------------- | ------------------------------------- | ------------------------------------- | ------------------------------------- | ------------------------------------- | ------------------------------------- | ------------------------------------- | ------------------------------------- | ------------------------------------- |
| 降水量 mm （inch）                    | 83.9 (3.303)                          | 64.0 (2.52)                           | 75.1 (2.957)                          | 65.7 (2.587)                          | 77.5 (3.051)                          | 82.9 (3.264)                          | 80.2 (3.157)                          | 75.5 (2.972)                          | 72.3 (2.846)                          | 66.3 (2.61)                           | 84.7 (3.335)                          | 103.3 (4.067)                         | 931.4 (36.669)                        |
| 出典：ドイツ気象庁 (DWD)              |                                       |                                       |                                       |                                       |                                       |                                       |                                       |                                       |                                       |                                       |                                       |                                       |                                       |

## 歴史
ヴェールターは、1009年以前のフレッケンホルストの土地台帳に初めて記載されている。ここには「Bodo von Wartera 」という記述があり、当時すでに荘園があったことが判る。ロマネスク様式の教会塔とゴシック様式の長堂を有するヴェールターの聖ヤーコプ教会は、12世紀に定礎がなされた。
ヴェールター司祭区は、ドルンベルク司祭区とともにラーヴェンスベルク伯領アムト・シュパレンベルクのヴェールター代官の管轄下にあった。14世紀に、この代官区の中心に初めて「Haus Werther」（ヴェールター館）が記述された。当時、ラーヴェンスベルク伯によってハインリヒ・フォン・カペルにレーエンが与えられた。1380年に荘園「Haus zu Wengeringtorpe」（ヴェントルプ）が、1386年には「Overbeckinghuys」（オーヴァーベック）が授封された。1508年までカペル家とドロステ＝エルヴィッテ家がこの所領の権利を有していた。その後は1804年までハッツフェルト家がその権利を所有した。両荘園は拡大し、1526年に「rechte Haus Werther」と称するようになった。ヴェールター館は、ヴェールター領の中核部を形成した。ヴェールター領主家への伺候と賦役が義務づけられていた周辺のいくつかの附属農場もこれに属した。この街の古い農園は、おそらく、ビーレフェルトからオスナブリュックに至る古い交易路沿いに設けられていた。
ヴェールターには、1488年にハレおよびボルクホルツハウゼンとともに都市権が授けられたが、周辺村落を含めさほど重要な地域ではなかった。1556年の人口は、ヴェールターに 44人、ローテンハーゲンおよびヘーガーに 47人、イジングドルフに 22人、シュレッティングハウゼンに 19人、ローティングドルフに 13人、テーンハウゼンに 12人であった。
ハッツフェルト家は16世紀末にヴェールター館を離れた。この地域は小作人たちによって運営された。
1654年に大選帝侯がこの街の都市権を確認した。これによりヴェールターは交易権を得た。それは重要性の低い地域におけるものではあったが、それでもヴェールターの発展にとっては転換点となった。密集した住宅群が形成され、純粋な農業地域から脱却したのである。現在でもヴェールターの内市街にはこの転換を証明する家屋が遺っている。
1719年のプロイセン王フリードリヒ・ヴィルヘルム1世によるヴェールターへの都市権授与はヴェールター市の発展史におけるメルクマールであった。実際に重要であったのは、都市権授与に伴う行政機構上の変化ではなく、農業地区においてであった。ヴェールター市の交易障壁がなくなったため、商人たちは自由意思でヴェールターに進出することができるようになったのである。1787年のヴェールター周辺の農村人口は 5,568人、ヴェールター市自体の人口は 1,103人であった。この頃約 100人の商人や手工業者が住んでいた。19世紀初めには、この街の経済活動は交易ではなく、タバコ製造やリンネル織りなどの手工業が担うようになっていた。
1901年のビーレフェルトへの軽便鉄道建設は、産業活動に新たな活力をもたらした。この狭軌鉄道 (1000 mm) は、1954年2月にドルンベルク、シルデシェ（この駅でエンガー行きに接続した）を経由してビーレフェルダー・クライスバーンホーフまで開通した（路線距離 14 km）。これ以後、様々な工業分野がヴェールターに足場を置いた。これによりヴェールターにおいては、農業はもはやその重要性を喪失した。これに対して周辺の農村部は、ヘーガーのわずかな例外を除けば工業に乏しく、農業と強く結びついていた。
第二次世界大戦後に押し寄せた難民や追放された人々によって、1949年のヴェールターの人口は 4,391人に達した。
ヴェールター市とその周辺農村の人口は急速に増加した。経済、住宅建設、その他の大規模な都市施設が、大きく発展をもたらした。
ヴェールター市は2009年に、成立1000年を祝った。

### 市町村合併
ノルトライン＝ヴェストファーレン州の市町村再編に伴い、1973年1月1日にヴェールター市と旧アムト・ヴェールターに属す町村（ヘーガー、イジングドルフ、ローテンハーゲン、ローティングドルフ、テーンハウゼンおよびシュレッティングハウゼンの一部）が合併し、新たにヴェールター (ヴェストファーレン) 市が成立した。旧アムトは廃止された。1982年の市域変更でビーレフェルト市の約 20 ha の土地（ナーゲルスホルツ）がヴェールター (ヴェストファーレン) 市に移管された。この土地は1971年にビーレフェルト市に編入されていた土地であった。これにより市域面積は 35.28 km2 となった。

## 住民

### 宗教
2006年4月、ヴェールター市には 6,952人 (59.3 %) の福音主義信者、1,424人 (12.15 %) のローマ・カトリック信者がいた。3,347人 (28.55 %) がその他の宗教の信者または無宗教者であった。

ヴェールターの各時点の市域における人口（下）と現在の市域にあたる地域の人口（上）

### 人口推移
右のグラフは、各時点におけるヴェールター市の市域および現在の市域にあたる地域の人口推移を示している。1970年までおよび1987年の数値は人口調査結果であり、1975年からの数値はノルトライン＝ヴェストファーレン州データ管理・統計局の公的な研究報告値である。1975年から1985年までは推測値、1990年以降は1987年の人口調査結果に基づく推定値である。

## 行政

### 市議会
市議会は 36議席からなり、これに議長として市長が加わる。

### 市長
ヴェールター市の市長は、1999年の選挙以降マリオン・ヴァイケが務めている。彼女は、2004年9月26日の選挙で 67.9 %、2009年8月30日の選挙で 61.6 %、2014年5月25日の選挙で 63.2 % の票を獲得してそれぞれ再選されている。

### その他の選挙
ヴェールター市は、州議会議員選挙ではギュータースロー I - ビーレフェルト III区に属す。また、連邦議会議員選挙では、ギュータースロー郡内では唯一ビーレフェルト選挙区に属している。

### 紋章、旗、幟、印章

ヴェールター (ヴェストファーレン) 市の旗

ヴェールター市は、1973年11月12日にデトモルト行政管区長官によって紋章、幟、旗の使用を許可された（基本条例 §2）。
紋章の図柄: 紋章は上下左右に四分割（クォータリー）。向かって左上と右下が赤地、右上と左下が銀地（白地）である。向かって左上には、3つの銀色の三角形が上に2つ、下に1つの配置で描かれている。向かって右上と左下は、3本の赤い逆V字図形である。向かって右下には、十字に組み合わされた2本の銀の戦棍が描かれている。
解説: 白地に赤い3本の逆V字図形は、ラーヴェンスベルク伯領の紋章であり、この街の市域がかつてこの伯領に属していたことを示している。
旗: 長辺と並行に、1:3:1の幅で赤 - 白 - 赤に塗り分けられ、旗竿寄り中央に市の紋章が描かれている。
幟: 長辺と並行に、1:3:1の幅で赤 - 白 - 赤に塗り分けられ、上部中央に市の紋章が描かれている。
さらにヴェールターの印章は、市の紋章の周囲に「Stadt Werther (Westf.)」と記されたものである。

### 姉妹都市
ヴェールター市は姉妹都市を有していない。

## 文化と見所

### 演劇
ヴェールターには劇場がない・不定期な演劇上演には、ペーター＝アウグスト＝ベックシュティーゲル総合学校の講堂や福音主義教会のゲマインデハウス（集会所）が利用されている。

### 博物館・美術館

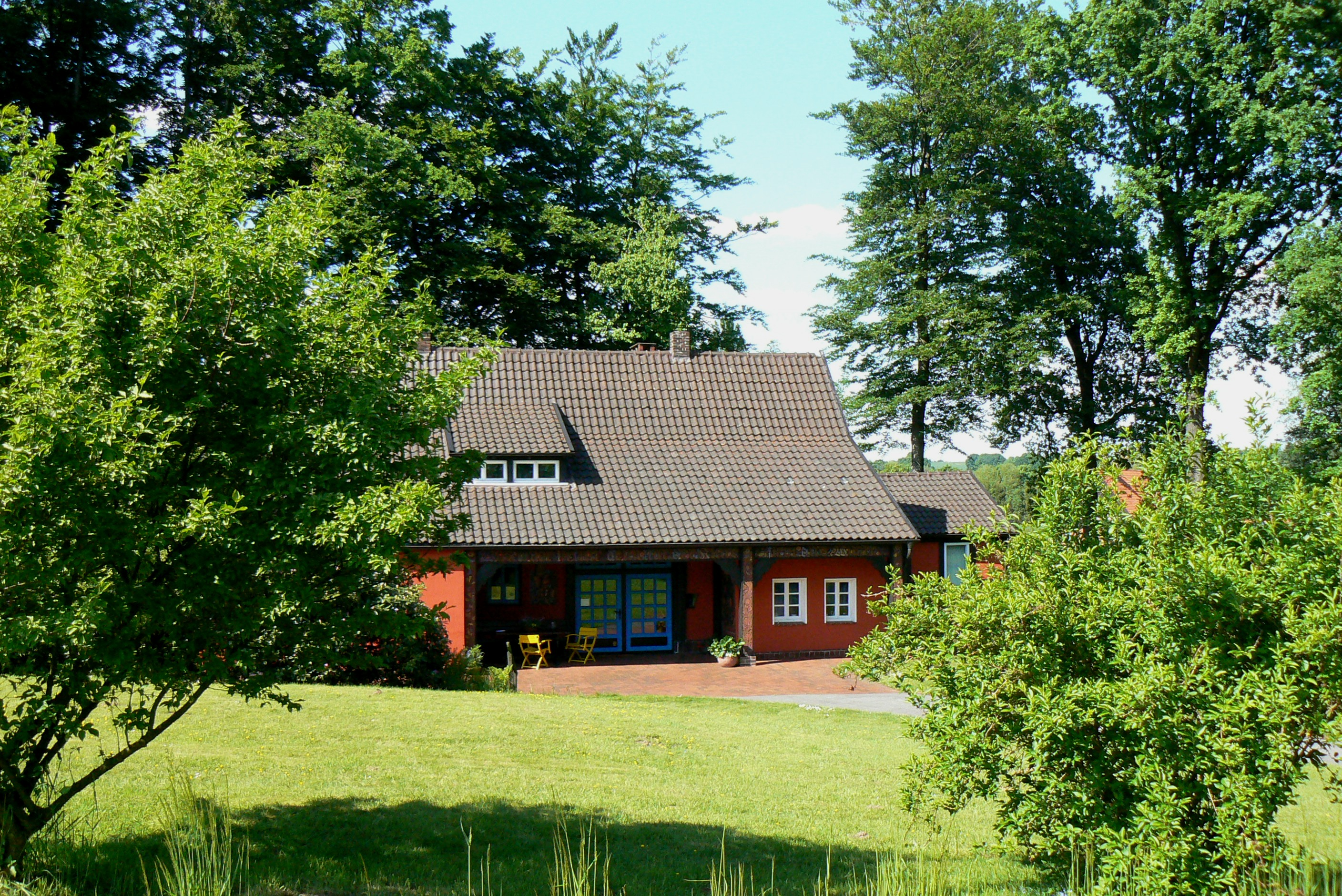
ベックシュティーゲル＝ハウス

アルローデ地区のペーター＝アウグスト＝ベックシュティーゲル＝ハウスは、表現主義の芸術家ペーター・アウグスト・ベックシュティーゲルの生家であり、住まいである。保護文化財に指定されているこの芸術家の家はベックシュティーゲルの生涯と作品に関する真正な感銘を与えている。この建物は2008年に設立されたペーター＝アウグスト＝ベックシュティーゲル協会の本部である。この協会はこの建物と作品を維持し一般公開することを目的としている。ペーター・アウグスト・ベックシュティーゲルに対する興味の高まりとその作品を適切に展示するために、この芸術家の家の近くに2016年に 200万ユーロを費やして美術館新館が建設されている。約 620平方メートルのスペースに（入れ替え）展示室と美術館教育室、講堂。カフェ、管理室などがある。
旧農業機械販売会社の敷地に、1850年から1950年までに製造されたトラクター、農業機械、農業機具を展示するトレッカー＝ヴェテラーネン博物館がある。この博物館は、1989年にトレッカー＝ヴェテラン＝クラブによって設立された。すべての展示物は私物である。年に 2回トラクターの運転が行われる。

### 音楽
特筆すべきはリーダーターフェル男声合唱団である。この合唱団は毎年5月1日にヴェールターの市立公園で「マイジンゲン」のコンサートを行っている。

### 建築物

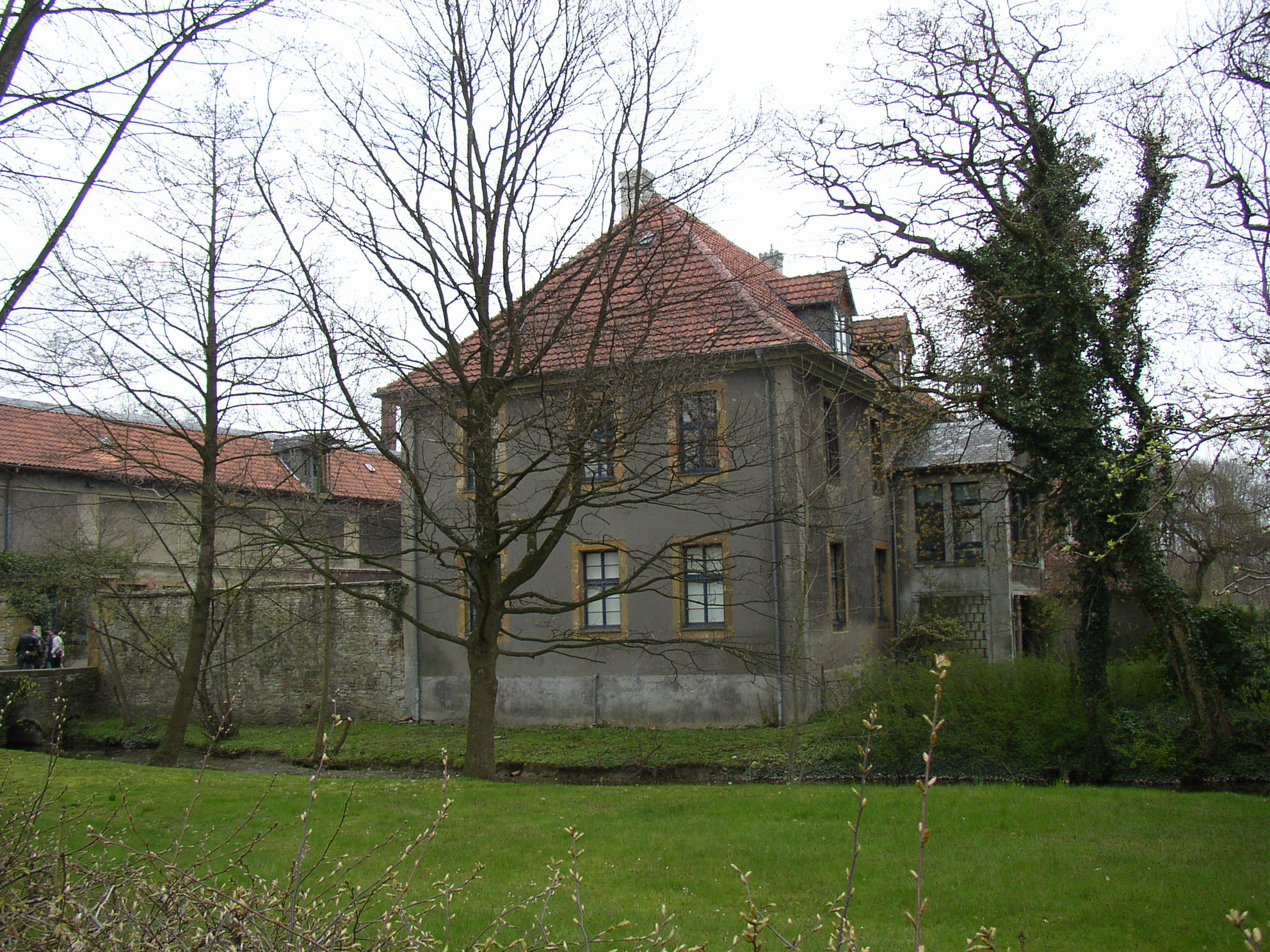
ヴェールター館

福音主義の教区教会である聖ヤコービ教会は、14世紀に建設されたゴシック様式の単廊式教会をその中核部に持つ。1743年に改築され、1876/77年に東側に向かって増築された。ロマネスク様式の西塔は、ゴシック様式の上階を戴いている。
街の中心部には、たとえば1650年建造のラーヴェンスベルガー通り 41番地をはじめ、17世紀から18世紀に建設された木組み建築が数棟遺されている。ヴェンガウス広場に面して1621年建造のヴァルバウムシェ・ハウスがある。
ヴェールター館は、1295年に最初の記録が遺されている古いマナー・ハウスである。1385年からラーヴェンスベルク伯の、1526年にハッツフェルト伯のレーエンとなった。ヘッセン発祥のハッツフェルト伯は1803年までこの荘園を領したが、ここに住むことはなく、統治しただけであった。1840年にこの館は、ハレ郡の郡長の所有となった。1843年から1855年までは郡役場として利用された。この建物は1887/88年にヴァインベルク社に売却され、1938年までタバコ工場として操業していた。ユダヤ人であったヴァインベルク家の財産は1938年に「アーリア化」され、ヘルフォルダー・タバコ工場のものとなった。戦後返還された後、1951年にヴァインベルク家はこの館を別のタバコ工場主に売却した。1966年までこの館でタバコの製造が行われ、1980年代末までタバコ販売会社の本社であった。1994年以降この館は、市民交流館および図書館として利用されている。
保護文化財に指定されている旧軽便鉄道のタールブリュッケ（直訳すると「谷の橋」）はタールブリュッケンヴェーク沿いにある。
- 聖ヤコービ教会
- 木組み建築が並ぶラーヴェンスベルガー通りの景観
- C. F. ヴェンガウス広場沿いに建つ木組み建築
- タールブリュッケ

### 公園
ヴェールターは、広さ約 1.5 ha の公共の公園を有している。この公園は、かつてはヴェールター館の荘園庭園であった。さらに、市域は TERRA.vita自然公園（旧トイトブルクの森北部＝ヴィーエン山地自然公園）の一部となっている。

### 自然文化財と自然保護地区
ヴェールター館の公園には「保護する価値がある」と格付けられている並木道がある。ヴェールターには、これ以外に特筆すべき自然文化財はなく、自然保護地区に指定された地域もない。

### 年中行事
- LC ゾルバート・ラーヴェンスベルク主催のベックシュティーゲルレースが9月に開催されている。このレースは、P. A. ベックシュティーゲルを記念して、彼が画学生時代に毎日歩いて通ったヴェールターとビーレンフェルトとの間を結ぶものである[21]。
- ヴェールターの市祭（2008年以降は「クークーク」と称している）は、5月の第2週末に開催されている。
- ヴェールターのクリストキンドル＝マルクトは伝統的に12月の第3アドヴェントの週末に開催される。
- ヤコービ・ライフは若者や老人向けの近代的な礼拝であり、毎月第3日曜日の18:00頃にヤコービ教会で行われる。
- ヴェールター・チェス協会のシュロス＝オープンはオストヴェストファーレン地方で最も重要なチェストーナメントであり、復活祭前の週末にヴェールター館で開催される。
- MGV リーダーターフェル男声合唱団のマイジンゲン

### 郷土料理
ヴェールターのパン屋「ボッセルト」は、カステンピッケルトで市外でもよく知られている。
ヴェールターは「ヴェルタース オリジナル」（かつては「ヴェールタース・エヒテ」）の名前の由来となった。菓子職人グスタフ・ネーベルが1909年に当時の「ヴェールターシェン・ツッカーファブリーク」で発明した。現在メーカー（ストーク社）の本社はベルリンにある。

## 経済と社会資本

### 交通

#### 道路
ノルトライン＝ヴェストファーレン州の州道 L782号線と L785号線がヴェールターで交差する。これらの道路を経由して連邦道 B68号線および北西の方角ではアウトバーン A33号線にアクセスできる。

#### 鉄道およびバス

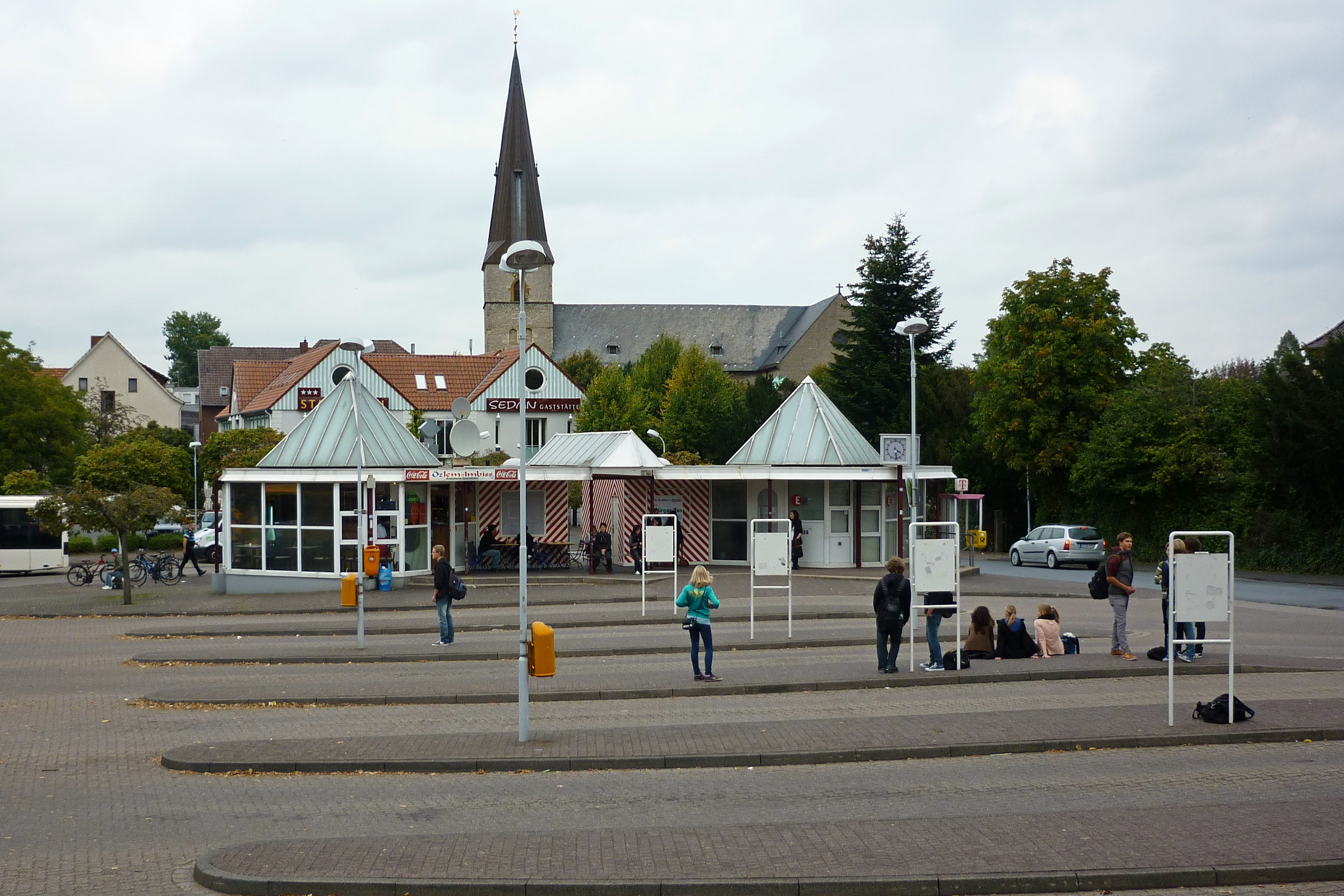
バスステーション

最寄りの駅は、ビーレフェルト中央駅およびハラー・ヴィレム線のハレ (ヴェストファーレン)駅である。バスステーションには、20分間隔でビーレフェルト行きの地方バスが発着する。この他にハレ、ボルクホルツハウゼン、シュペンゲ行きのバス路線もある。1時間ごとにヴェールターからハレへ向かうバスは、ハレの駅でオスナブリュック行きの列車に接続する。
ヴェールターは「デア・ゼクサー」連合運賃（OWL交通 GmbH）の適用エリアに属す。オスナブリュック方面に向かうハラー・ヴィレムにはオスナブリュック交通会社の越境料金（VOS plus 運賃）が適用される。この料金は、バス交通ではハレ市内だけで、ヴェールターのバスステーションには及ばない。

#### 遊歩道
市の南部、トイトブルクの森の尾根にヘルマンスヴェークが通っている。この遊歩道は、ライネとリッピシャー・フェルマーストートとを結んでいる。

#### 航空
最寄りの大都市ビーレフェルトには、交通用の空港はない。このため、ビーレフェルトと同じ規模の大都市まで時間をかけて行く必要がある。自動車で1時間から1時間半ほどの距離に4つの地方空港があり、これらから直接乗り入れることができる地域はかなり豊富である。ミュンスター/オスナブリュック空港までは約 59 km、パーダーボルン/リップシュタット空港へは 72 km の距離である。また、ドルトムント空港が約 100 km、ハノーファー空港は約 117 km の距離にある。

### メディア

#### 印刷媒体
日刊紙としては、ハラー・クライスブラットとビーレフェルトのヴェストファーレン＝ブラットの地方版が月曜日から土曜日まで毎日刊行されている。ヴェストファーレン＝ブラットは、地方面以外の一般面をビーレフェルトの中央編集局で作成しているが、ハラー・クライスブラットは一般面に関してはビーレフェルトの新聞ノイエ・ヴェストフェリシェと業務提携している。両紙は地方面に、ヴェールターを含む旧ハレ郡の記事を掲載している。また、日曜日にはヴェストファーレン＝ブラットの姉妹紙で無料の「OWL アム・ゾンターク」が刊行される。ハラー・クライスブラットが刊行する月刊で、やはり無料のタウン誌「ヴェールター・アクトゥエル」もある。タウン誌「ヴェールター・エアレーベン」はパノラマ出版・広告社によって隔月で刊行されている。これはヴェストファーレン＝ブラットの姉妹紙である。

#### ラジオおよびテレビ
ヴェールターは西部ドイツ放送 (WDR) ビーレフェルト地方スタジオの放送サービスエリアに属している。またヴェールターは、ローカルラジオ局として地域の報道を発信するラジオ・ギュータースローの放送地域にも属している。

### 公共機関
ヴェールター市は、市民のための施設を運用している。市役所内に行政機関の他に警察署も入っているが、これは一時的に入居しているに過ぎない。
ヴェールター館には市立図書館と、1994年からは市民交流館が入居している。この他に、ヘーガー地区に公民館、ヴェールター地区に青少年の家「ファンタスティック」がある。
ヴェールター消防団には3つの消防隊があり、1つはヴェールター、1つはヘーガー、1つはランゲンハイデに配備されている。ヴェールター消防団は1875年に結成されたギュータースロー郡で最も古い消防団である。
ヴェールターには屋外プールもある。

### 教育
本市には、3種類の学校形態各1校の 3校がある。2つのキャンパス（ミューレン通りとランゲンハイデ）を持つ基礎課程学校連合は2011年現在（以下同様）約 429人の児童・生徒と 25人の教員がいる。ヴェールター福音主義ギムナジウム (EGW) は生徒数約 717人、教員数 52人である。ペーター＝アウグスト＝ベックシュティーゲル総合学校 (PAB) はボルクホルツハウゼンとヴェールターにキャンパスを有しており、総合学校のヴェールター部分の生徒数や教員数を算定することはできない。この他の形態の学校については、近隣市町村の施設を利用する必要がある。

### 訳注
1. ↑  ピッケルトはヴェストファーレンの郷土料理で、ジャガイモで作られるパンケーキの一種。カステンピッケルトは食パンのような箱形に作られたピッケルトで、ビーレフェルトやギュータースロー周辺で食される。